# 1956 na Alemanha
Esta é uma cronologia dos fatos acontecimentos de ano 1956 na Alemanha.

## Eventos
- 18 de fevereiro: Representantes dos Estados Unidos e da Alemanha Ocidental assinam um acordo sobre o uso pacífico da energia nuclear.
- 27 de outubro: O Tratado de Luxemburgo é assinado entre a Alemanha Ocidental e a França para reconhecer a recuperação do território de Sarre para a parte alemã-ocidental.